# Поліське літо з фольклором
“Поліське літо з фольклором” - у 1994 році в м. Луцьку було започатковано проведення Міжнародного фестивалю “Поліське літо з фольклором”, який проходить під егідою Міжнародної Ради Організацій  Фестивалів Фольклору і Традиційних Мистецтв (CIOFF), що діє при ЮНЕСКО.  
Організаційний і мистецький рівень даного фестивалю був високо оцінений міжнародними експертами з питань проведення фестивалів. Саме завдяки “Поліському літу з фольклором” Україна у 1996 році на засіданні Генеральної Асамблеї CIOFF була прийнята 69 повноправним членом цієї авторитетної організації. Створено Українську Національну Секцію CIOFF, офіс якої знаходиться у м. Луцьку. Проведення фестивалю “Поліське літо з фольклором” відкрило нові шляхи для збереження і популяризації культурного надбання українського народу на світовому рівні, сприяє інтеграції України у світове культурне співтовариство. 
“Поліське літо...” це єдиний фестиваль в Україні, який повністю відповідає всім вимогам викладеним в наказі Міністерства культури і мистецтв України “Про затвердження порядку, організації і проведенні в Україні Міжнародних фестивалів народної творчості” – у фестивалі повинні брати участь не менше п’яти  зарубіжних країн; тривалість фестивалю не менше п’яти днів; протягом п’яти років  колективи не повинні повторюватися.
Фестиваль покликаний сприяти вихованню естетичного смаку і поваги до народних традицій у дітей та молоді, адже обов’язковою умовою фестивалю є участь молодіжних колективів. До участі у фестивалі в якості перекладачів, гідів залучаються старшокласники та студентська молодь. Основна глядацька аудиторія фестивальних заходів,  як правило - молодіжна. Для даної категорії глядачів в рамках фестивалю проводяться вечори дружби, а проведення фестивальних заходів забезпечує організацію змістовного дозвілля дітей та молоді. 
Щороку у фестивалі брали участь фольклорні ансамблі з різних областей України. За п’ятнадцять фестивальних років у фестивалі взяли участь  7836 учасників, з них  99 зарубіжних колективів з 47-х країн світу та 102 колективи з України.
Фестиваль неодноразово демонстрував невичерпні можливості фольклору, показав, що цей генофонд людської культури має велику морально-творчу силу. Атмосфера добросусідства, близькості народів починає панувати з перших акордів фестивалю, саме з тої миті, коли древній Луцький замок, розквітчаний прапорами держав, посланці яких прибули на свято, озивається волинськими дзвонами і наповнюється мелодіями різних країн. 
Фестивальні дійства відбуваються у Свято-Троїцькому кафедральному соборі, Луцькому замку, на Театральному майдані, в Палаці культури міста Луцька та на стадіоні «Авангард». Загалом захід організовують у шести мікрорайонах містах. У ньому беруть участь й місцеві колективи, які зберігають традиції та волинську автентичність. Народні майстри та ремісники демонструють результати своєї роботи, а кухарі діляться успіхами у приготуванні національних страв.
Проведення фестивалю підтримує  громадськість міста Луцька та Волинської області. 
У 1997-2000 р.р. фестиваль переможець обласної акції “Крило натхнення” в номінації “ Краща подія року” в Луцьку.
Організаторами фестивалю є Луцька міська Рада та Фонд Ігоря Палиці «Тільки разом». 
Виконавець фестивалю КЗ "Палац культури міста Луцька".
Автор та засновник проекту - заслужений діяч мистецтв України Юрій Войнаровський.
На міжнародному фестивалі було представлено фолькльорне мистецтво таких країн: :
| Рік  | Учасники                                                                                  |
| ---- | ----------------------------------------------------------------------------------------- |
| 1994 | Аргентини, Заїру, Ізраїлю, Філіппін, Фінляндії, Чехії, Польщі                             |
| 1995 | Індії, Росії (Адигеї), Македонії, Молдови, Угорщини, Югославії, Польщі                    |
| 1996 | Аргентини, Білорусі, Греції, Росії (Чукотка), Польщі, Кіпру, Китаю, Нової Зеландії, Чехії |
| 1997 | Білорусі, Італія, Македонії, Польщі, США, Туреччини                                       |
| 1998 | Грузії, Мексики, Нової Зеландії (острови Кука), Південної Кореї, Польщі                   |
| 1999 | Аргентини, Парагваю, Польщі, Румунії, Тайваню, Чилі                                       |
| 2000 | Китаю, Німеччини, Перу, Польщі                                                            |
| 2006 | Італії, Карелії, Того, Португалії, Польщі                                                 |
| 2008 | Ізраїлю, Кіпру, Канади, Мартиніки, Мексики, Польщі, Чехії                                 |
| 2010 | Білорусі, Індонезії, Польщі, Росії, Сербії                                                |
| 2012 | Мексика, Румунія, Словенія, Ізраїль, Туреччина, Конго, Литва                              |
| 2014 | Не проводився                                                                             |
| 2016 | Білорусь, Грузія, Ізраїль, Польща, Південна Корея, Північний Кіпр, Тайвань                |
| 2018 | Мексика, Італія, Єгипет, Туреччина, Литва, Індія, Україна                                 |
|      |                                                                                           |